# Княжево (Сокольский район)
Княжево — деревня в Сокольском районе Вологодской области.
Входит в состав Двиницкого сельского поселения, с точки зрения административно-территориального деления — в Двиницкий сельсовет. Расположена к югу от автодороги А123.
Расстояние по автодороге до районного центра Сокола — 37,5 км, до центра муниципального образования Чекшина — 1,5 км.
По переписи 2002 года население — 15 человек.